# Krasna (rivière)
La Krasna (en ukrainien : Красна) est une rivière d'Ukraine et un affluent de la rive gauche du Donets, dans le bassin hydrographique du Don.

## Étymologie
Le nom de la rivière signifie « rouge ».

## Géographie
La Krasna coule dans l'oblast de Louhansk (Ukraine). La rivière draine un bassin de 2 710 km2 ; la dernière ville traversée est Kreminna.

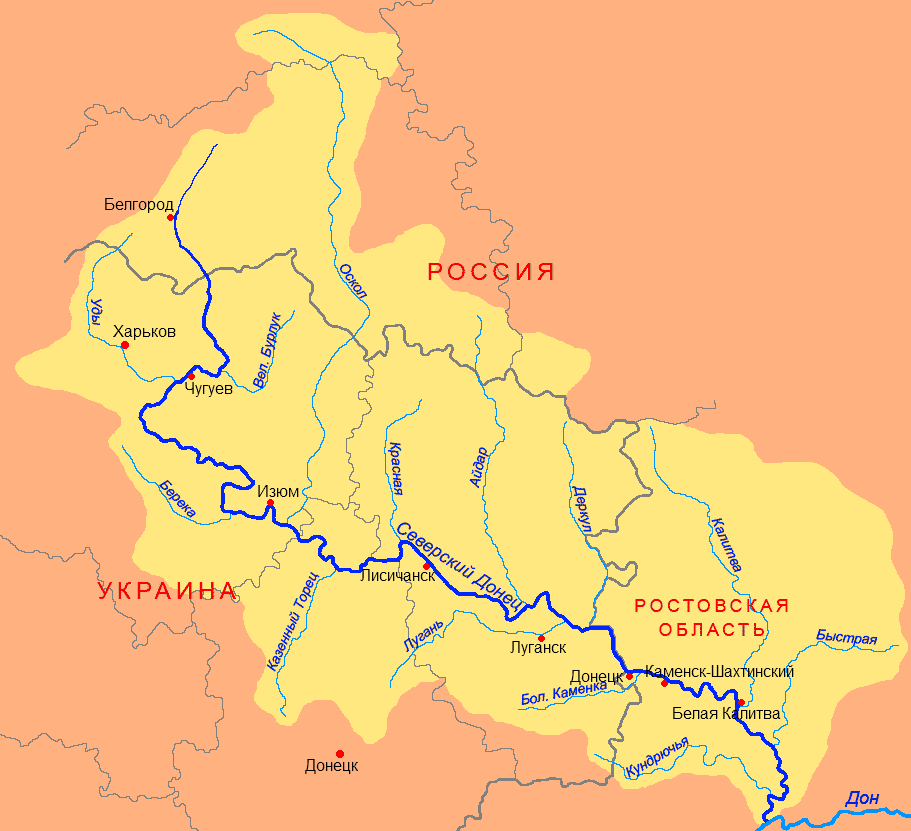
Le bassin versant du Donets.

## Nature
Elle est protégée en sa partie aval par le parc national du Severski Donets.